# Лимерик (поезия)
Лимерик е кратка лирична миниатюра, нонсенс (без смисъл), най-често гротесков стих с определен строеж на строфата, състояща се от пет реда. Схемата на римуването е: аа-бб-а.
Същността на съдържанието е анекдот с рима и има постоянен наратив:
- Първият ред представя героя и случката.
- Вторият ред е действието (често тук се появява и втори герой).
- Трети и четвърти ред са кулминацията.
- Петият ред е неочаквана и абсурдна развръзка на миниатюрата.

Тази лирична форма носи името на ирландския град Лимерик и води началото си от Викторианска Англия, често с неприлично, порнографско и светотатско съдържание е била популярна в мъжките клубове.

## Примери
| на английски език | на руски език | на български език |
| --- | --- | --- |
| There was a Young Lady of Bute, Who played on a silver-gilf flute; She played several jigs To her uncle's white pigs, That amusing Young Lady of Bute. | Подавальщицы Галя да Валя Ресторан основали в подвале. Кавалеры по два Прибывали в подвал, Только есть там едва ли давали. | Невъзпитана дама от Пеща взе, че стори нечувано нещо: На обяд у абата тя си смъкна полата под предлог, че било ѝ горещо! |